# François Zimmer
François Zimmer (1860-1920) est un homme politique lorrain. Il fut député allemand au Landtag d'Alsace-Lorraine, de 1911 à 1918.

## Biographie
François Zimmer voit le jour le 8 juillet 1860 à Basse-Yutz, en Lorraine. Il commence sa scolarité à Basse-Yutz, puis la poursuit à Thionville. Après la défaite française de 1871, l'Alsace-Lorraine est annexée à l'Allemagne. La vie reprend doucement son cours et les affaires reprennent. François Zimmer devient banquier à Thionville. Sa position lui permet de devenir vice-président de la Metzer Handelskammer, la Chambre de commerce de Metz. Conseiller municipal de Thionville, il devient membre du Landesausschuss en 1903. 
Dans le paysage politique régional, on assiste à l’implantation progressive des partis politiques de type allemand, corrélativement à l’émergence d’une politique régionale propre au Reichsland et à ses enjeux. Ces nouveaux enjeux le poussent, en 1911, à se présenter aux élections du Landtag d'Alsace-Lorraine, l'assemblée législative d'Alsace-Lorraine. François Zimmer est élu député, siégeant avec l’étiquette Lothringer Block. Opposé aux socialistes du SPD, aux libéraux du Elsässische Fortschrittspartei et aux centristes du Elsaß-Lothringische Zentrumspartei, François Zimmer défend, au Landtag, une politique résolument lorraine.

## Mandats électifs
- octobre 1911- novembre 1918 : circonscription de Diedenhofen-Großhettingen - Lothringer Block
- 1918 - 1920 : maire de Thionville

## Sources
- François Roth, La Lorraine annexée, ed. Serpenoise, 2007 ;
- François Roth: La vie politique en Lorraine au 20e siècle, Presses universitaires de France, 1985 ;
- Hans Platzer: Die Landtagswahlen von 1911 in Elsass-Lothringen. Sondernummer. der Nachrichten des Statistischen Landesamts fuer Elsass-Lothringen, Verl. d. Straßburger Druckerei u. Verl.-Anst., Straßburg, 1911 (pp.5-37) ;
- Regierung und Landtag von Elsaß-Lothringen 1911–1916, Biographisch-statistisches Handbuch, Mülhausen, 1911 (p. 213).